# Torrance Fleischmann
Torrance Fleischmann, född den 30 juli 1949, är en amerikansk ryttare.
Hon tog OS-guld i lagtävlingen i fälttävlan i samband med de olympiska ridsporttävlingarna 1984 i Los Angeles.